# Antipaksos
Antipaksos (grčki: Αντίπαξος) je grčki otok koje pripada jonskoj grupi otoka. Leži oko 2,5 km južnije od otoka Paksos.

## Zemljopis
Antipaksos je oko 4 km dug, i ne širi od 2 km. Površina mu je oko 5 km². Na otoku živi oko 150 stanovnika (uglavnom ljeti) a nastanjeni su u glavnom mjestu, Vigli (Vigla).

## Turizam
U ljeto, ono što privlači turiste u ovaj kraj su plaže od karakterističnih sitnih kamenčića (ne pijesak), ali ti izleti su uglavnom jednodnevni, turisti dolaze brodićima iz Gajosa na otoku Paksos. Budući da su prenoćišta na ovom otoku prilično rijetka, preporučuju se predbilježbe unaprijed.
Zimi, manje od pola ovih stanovnika ne žive na otoku, tako da broj stalnih stanovnika iznosi oko 40 ljudi.

## Vanjske poveznice
|  | Zajednički poslužitelj ima još gradiva o temi Antipaksos |

- http://www.greeklandscapes.com/greece/paxos/antipaxos.html  Arhivirana inačica izvorne stranice od 13. ožujka 2006. (Wayback Machine)
- http://www.visit-paxos.co.uk/paxos-antipaxos.html (engl.) (njem.) (njem.)